# Louis Koo
Louis Koo (cinese tradizionale: 古天樂; cinese semplificato: 古天乐; pinyin: Gǔ Tiānlè; jyutping: Gu2 Tin1-lok6; Hong Kong, 21 ottobre 1970) è un attore cinese di Hong Kong.
Dopo aver dato avvio alla propria carriera come attore televisivo, vincendo anche il premio TVB come "Miglior Attore" nel 1999 per la serie televisiva Detective Investigation Files IV, in anni recenti si è concentrato di più sulla carriera cinematografica. Inoltre, negli anni è diventato portavoce pubblicitario di diversi prodotti quali Pepsi, Osim, Tag Heuer, Lotte, Zero Eyewear, Lay's ed altri prodotti commerciali cinesi.

## Carriera
Prima di entrare nel mondo dello spettacolo, Louis ha scontato una pena di 22 mesi di prigione per rapina. Una volta uscito, decise di dedicarsi alla recitazione e divenne modello fino al 1993, anno in cui gli fu proposto un contratto come attore fisso per il canale televisivo TVB. Da allora, ha recitato in diverse serie televisive e spot commerciali, che gli hanno regalato la popolarità. Nel 1999, Louis Koo ha vinto il premio TVB come "Miglior Artista Maschile" per la fiction Detective Investigation Files IV, premio che ha bissato nel 2001 per la fiction A Step into the Past. Nello stesso anno, ha vinto anche i premi "Personalità più Stilosa" e "Uomo di Potere".
Tra le varie fiction della TVB in cui Koo ha recitato, i titoli più importanti sono The Condor Heroes 95 (1995), Detective Investigation Files IV (1999) e A Step into the Past (2001). Nella maggior parte delle fiction, interpreta uomini freddi e distanti, mentre A Step Into the Past ha segnato una modifica nella sua capacità di interpretare una parte, in quanto il suo personaggio questa volta è divertente, realista e spensierato. Oltre ad aver partecipato alle serie televisive come attore, ha anche cantato qualche sigla delle stesse serie, tra le quali la più popolare si intitola Mr. Cool. Nel 2006, Koo ha interpretato il ruolo di Octopus nel lungometraggio Rob-B-Hood, insieme a Jackie Chan.
Il film del 2007 Happy Birthday presenta un nuovo tipo di personaggio interpretato da Koo, questa volta un uomo sincero e sensibile. Il film costituisce una differenza anche rispetto alle altre commedie romantiche in cui l'attore ha recitato, a causa del tono più serioso dei dialoghi.
Uno dei più recenti personaggi interpretati da Koo sul grande schermo è quello di un drogato, nel lungometraggio Protégé, che ha ottenuto un feedback positivo dalla critica e dal pubblico.
Koo ha ricevuto riconoscimento internazionale grazie al lungometraggio Election 2 (conosciuto anche come Triad Election), sequel di Election, che è stato trasmesso come Fuori Competizione al Festival di Cannes 2006. Sempre per lo stesso film, nel 2006 ha vinto il premio come "Attore più Amato" agli Hong Kong UA Film Awards.

## Istruzione
Louis Koo ha studiato alla St. Teresa's School di Kowloon.

## Filmografia

### Cinema
- Let's Go Slam Dunk (1994)
- Street of Fury (1996)
- On Fire (1996)
- Those Were The Days (1996)
- Troublesome Night 2 (1997)
- Troublesome Night (1997)
- Sealed with a Kiss (1997)
- Troublesome Night 4 (1998)
- The Suspect (1998)
- God.com (1998)
- Troublesome Night 3 (1998)
- The Masked Prosecutor (1999)
- Century of the Dragon (1999)
- Bullets Over Summer (1999)
- Super Car Criminals (1999)
- Rules of the Game (1999)
- Troublesome Night 6 (1999)
- Troublesome Night 5 (1999)
- Conman in Tokyo (2000)
- Troublesome Night 7 (2000)
- For Bad Boys Only (2000)
- La Brassiere (2001)
- The Legend of Zu (2001)
- Born Wild (2001)
- Mighty Baby (2002)
- Women From Mars (2002)
- Dry Wood, Fierce Fire (2002)
- Fat Choi Spirit (2002)
- The Lion Roars (2002)
- Lost in Time (2003)
- Naked Ambition (2003)
- Good Times, Bed Times (2003)
- Why Me, Sweetie?! (2003)
- Love for All Seasons (2003)
- Love on the Rocks (2004)
- Fantasia (2004)
- Throw Down (2004)
- Election (2005)
- Rob-B-Hood (Bo bui gai wak), regia di Benny Chan (2006)
- Dragon Tiger Gate (2006)
- Election 2 (2006)
- Flash Point (2007)
- Triangle (2007)
- Protégé (2007)
- Happy Birthday (2007)
- Connected (2008)
- Run Papa Run (2008)
- Overheard (2009)
- Accident (2009)
- Poker King (2009)
- On His Majesty's Secret Service (2009)
- All's Well, Ends Well 2009 (2009)
- Triple Tap (2010)
- All's Well, Ends Well 2010 (2010)
- Overheard 2 (2011)
- A Chinese Ghost Story (2011)
- Don't Go Breaking My Heart (2011)
- Mr. and Mrs. Incredible (2011)
- All's Well, Ends Well 2011 (2011)
- The Road Less Traveled (2011)
- Kill Zone - Ai confini della giustizia (2015)
- Paradox (2017)

### Televisione
- Class of Distinction (1994)
- Knot to Treasure[1] (1994)
- Against the Blade of Honour (1995)
- The Condor Heroes 95 (1995)
- Happy Harmony (1995)
- Cold Blood Warm Heart (1996)
- The Hit Man Chronicles (1996)
- Man's Best Friend (1997)
- War & Remembrance (1997)
- A Recipe for the Heart (1997)
- I Can't Accept Corruption (1997)
- Burning Flame (1998)
- Detective Investigation Files IV (1999)
- At the Threshold of an Era (2000)
- A Step into the Past (2001)

## Doppiatori italiani
- Alessandro Quarta in Connected
- Valerio Sacco in Rob-B-Hood
- Andrea Lavagnino in The White Storm